# Apple symphony
Apple symphony es el primer álbum propio de Ayana Taketatsu. Las letras de las canciones fueron escritas por ella y Kato Kanako. La música fue compuesta por Kobayashi Shuntaro.
El álbum cuenta con 3 ediciones de lanzamiento:
- Edición normal

Disco de CD.
Billete de lotería para concierto.
- Edición limitada de lanzamiento

Disco de CD.
DVD con 2 vídeos musicales.
Billete de lotería para concierto.
- Edición especial

Disco de CD.
Caja especial.
Postales de colección y folleto.
Versión especial para fanes del DVD.
Billete de lotería para concierto.

## Lista de canciones
| N.º | Título                                                                                              | Duración |  |
| 1.  | «apple symphony»                                                                                    | 0:46     |  |
| 2.  | «Rice To Meat You (ライスとぅミートゅー)»                                                           | 4:42     |  |
| 3.  | «Sinfonia! Sinfonia!!»                                                                              | 4:31     |  |
| 4.  | «Yes-No»                                                                                            | 4:44     |  |
| 5.  | «G.I.W.»                                                                                            | 4:38     |  |
| 6.  | «Drive My Car»                                                                                      | 4:24     |  |
| 7.  | «Candy Love»                                                                                        | 4:28     |  |
| 8.  | «Nanana Number One (ナナナナンバーワン)»                                                            | 4:15     |  |
| 9.  | «Everyday Merry Christmas (えぶりでぃメリークリスマス)»                                             | 4:54     |  |
| 10. | «Hikari (ひかり; Light)»                                                                            | 4:58     |  |
| 11. | «The Colored Apple»                                                                                 | 0:24     |  |
| 12. | «Haru ga Kimi wo Kirei ni Shita (春がキミを綺麗にした)»                                             | 4:30     |  |
| 13. | «♪ no Kuni no Alice (の国のアリス)»                                                                 | 3:43     |  |
| 14. | «Jikuu Tours (時空ツアーズ; Spacetime tours)»                                                       | 4:23     |  |
| 15. | «Rythem to Melody no Tame no Ballad (リズムとメロディの為のバラッド; Ballad for rhythm and melody)» | 4:44     |  |

- Datos: Q11163876